# Achatia
Achatia là một chi bướm đêm trong họ Noctuidae.

## Các loài
- Achatia confusa
- Achatia demissa
- Achatia distincta Hübner, [1813]
- Achatia evicta
- Achatia funebris
- Achatia infidelis
- Achatia infructuosa
- Achatia latex
- Achatia mucens
- Achatia multifaria
- Achatia rileyana
- Achatia sectilana
- Achatia sectilis
- Achatia spoliata
- Achatia vitis
- Achatia vomerina